# 栃木県立那須清峰高等学校
栃木県立那須清峰高等学校（とちぎけんりつ なすせいほうこうとうがっこう）は、栃木県那須塩原市下永田六丁目にある高等学校。

## 設置学科全日制課程
- - 機械科
  - 機械制御科
  - 機械システム科（2025年4月から機械科と機械制御科の合併により誕生）
  - 電気情報科
  - 建設工学科
  - 商業科

## 所在地
- 栃木県那須塩原市下永田6丁目4

## 沿革
- 1961年4月 - 栃木県立那須工業高等学校として開校。（機械科2クラス・電気科2クラス）
- 1964年4月 - 土木科１クラスを増設。
- 1989年4月 - 情報技術科１クラスを増設。
- 1997年4月 - 現校名に改称。同時に商業科を加え、総合選択制専門高校となる。
- 2011年4月 - 創立50周年を迎える。
- 2011年10月28日 - 創立50周年記念式典が那須野が原ハーモニーホールにて行われ、記念講演会も合わせて行われる。